# Козир Борис Юрійович
Борис Юрійович Козир (нар. 6 березня 1975, Миколаїв) — український політик та бізнесмен із Миколаєва. Народний депутат України 8-го скликання.

## Біографія
1997 закінчив Київський інститут військово-повітряних сил, отримавши спеціальність інженера з програмного забезпечення обчислювальної техніки і автоматизованих систем. 2007 диплом спеціаліста з менеджменту підприємств у Київському національному торговельно-економічному університеті. 2012 в Національному університеті кораблебудування ім. адмірала Макарова захистив дисертацію та здобув науковий ступінь кандидата технічних наук.
1997-2002 працював у Київському інституті військово-повітряних сил — інженером кафедри інформаційних технологій інституту та військово-дипломатичної служби. Потім, з 2002 по 2007 рік, був директором ТОВ «Інт-Агро», а з 2007 по 2008 рік — заступником начальника спеціалізованого морського торговельного порту «Ольвія» з розвитку.
З 2008 — перший заступник начальника Маріупольського МТП з розвитку та інвестицій.
Після цього працював заступником голови Держадміністрації морського і річкового транспорту. З кінця 2011 по травень 2012 року — керував Спеціалізованим морським торговельним портом «Ольвія». З 2012 по 2013 — доцент Інституту післядипломної освіти кафедри ринкових механізмів та структур Національного університету кораблебудування ім. адмірала Макарова.
З 2013 по 2014 — помічник Міністра, заступник директора Департаменту державної політики в галузі морського транспорту та інфраструктури Міністерства інфраструктури України.
З 2014 — заступник голови з економічних питань ДП «Адміністрація морських портів України».
Одружений, має двох синів.

## Парламентська діяльність
Був одним з 59 депутатів, що підписали подання, на підставі якого Конституційний суд України скасував статтю Кримінального кодексу України про незаконне збагачення, що зобов'язувала держслужбовців давати пояснення про джерела їх доходів і доходів членів їх сімей. Кримінальну відповідальність за незаконне збагачення в Україні запровадили у 2015 році. Це було однією з вимог ЄС на виконання Плану дій з візової лібералізації, а також одним із зобов'язань України перед МВФ, закріпленим меморандумом.